# 普拉蒂耶爾峰

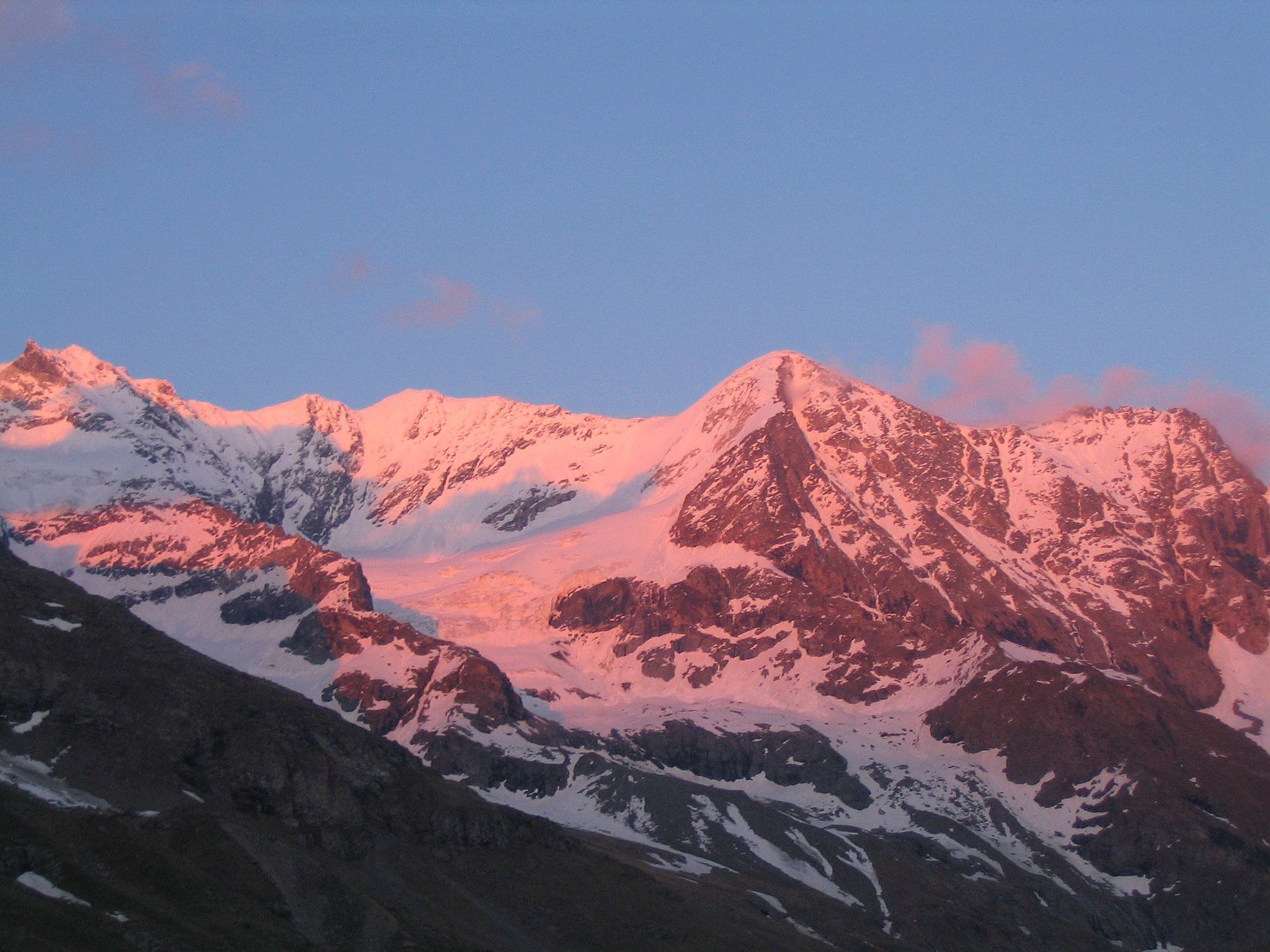

45°30′27″N 06°51′50″E / 45.50750°N 6.86389°E
普拉蒂耶爾峰（法語：Dôme des Platières），是法國的山峰，位於該國東北部奧文尼-隆-阿爾卑斯大區，由薩瓦省負責管轄，屬於瓦努瓦斯山的一部分，海拔高度3,473米。